# كليماستين
كليماستين(بالإنجليزية: Clemastine)‏ هو من الجيل الأول من مضادات الهستامين ويستعمل لتخفيف شدة أعراض التحسس.

## آلية عمل
كليماستين من مضادات الهستامين ينتمي إلى مجموعة الألكيل أمين.كليماستين يثبط بشكل انتقائي مستقبلات H1 الهستامينية ويقلل من نفاذية الشعيرات الدموية مؤديا بذلك إلى تأثير مضاد للهستامين والحكة.

## الاستعمال
يستعمل كليماستين في علاج:
- الطفح الجلدي والحكة
- حمى القش
- التهاب الأنف التحسسي

## مضادات الاستطباب
فرط الحساسية لمادة كليماستين أو لأحد مكوناته.

## الآثار الجانبية
الآثار الجانبية لكليماستين هي:
- الدوار أو الدوخة أو النعاس
- تشوش الروية
- إمساك
- جفاف الفم

## المستحضرات
يمكن الحصول على كليماستين بدون وصفة طبية في العديد من البلدان ويتوفر على شكل حبوب وأمبولات وشراب.

## التداخلات الدوائية
كليماستين يتداخل مع العديد من الادوية منها:
- الباربتيورات
- البنزوديازيبينات
- التيمازيبام
- مضادات الهستامين المكسنة
- مضادات الإكتئاب